# Erebia neleus
Erebia neleus är en fjärilsart som beskrevs av Freyer 1833. Erebia neleus ingår i släktet Erebia och familjen praktfjärilar. Inga underarter finns listade i Catalogue of Life.